# Iron County (Michigan)
Iron County is een county in de Amerikaanse staat Michigan.
De county heeft een landoppervlakte van 3.021 km² en telt 13.138 inwoners (volkstelling 2000). De hoofdplaats is Crystal Falls.

## Bevolkingsontwikkeling

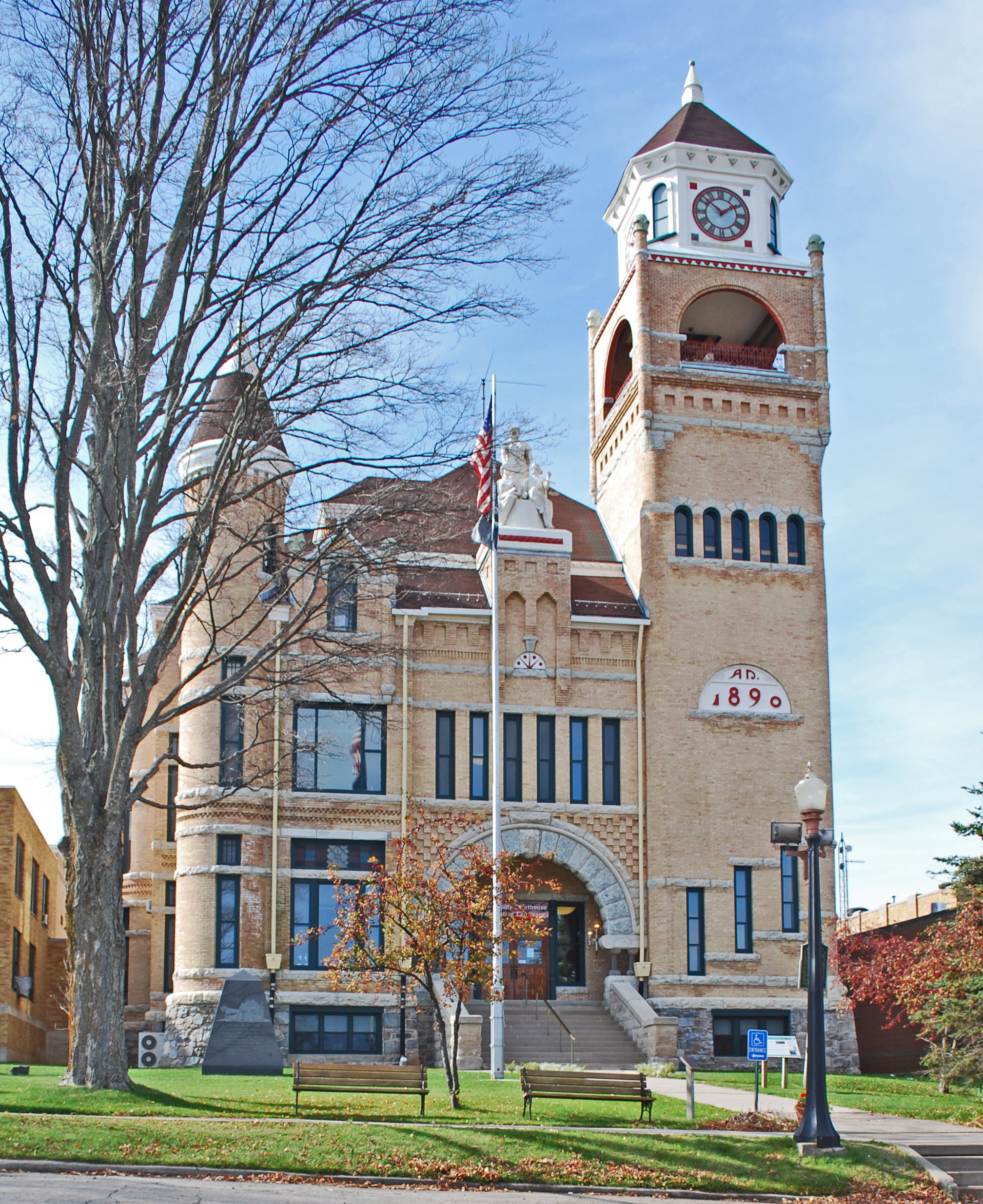
Iron County Courthouse